# Free-to-air
A free-to-air kifejezés, melynek rövidítése FTA, a kódolatlan (szabadon vehető) rádió- és televízióadásokat foglalja magába. Az FTA televízió adások rendszerint műholdon érhetőek el, de egyes országokban UHF vagy VHF sávokban is foghatóak.
Ezek az adások úgy vannak definiálva, hogy ingyenesen nézhetőek, de egyes esetekben a néző/hallgató közvetve vagy közvetlenül valóban fizet értük.
A legtöbb FTA rádió és televízió Észak-Amerikában található.

## Fenntartásuk
- közpénzből
- licencdíjakból
- reklámbevételekből
- támogatásokból
- adományokból

## FTA a világban

### Brazília
Brazília fő FTA műholdja a StarOne C2.

### Dél-Ázsia
Közel ötven kódolatlan televízió található az INSAT-4B műholdon, mely Indiában, Pakisztánban, Bangladesben, Nepálban és Kínában vehető. Hongkongban az első FTA kereskedelmi televízió a Television Broadcasts Limited volt.

### Európa
Európában a legtöbb FTA csatorna Németországban érhető el, ahol közel száz televízió fogható kódolatlanul, köztük az MTV is (a televízió csak Németországban szabadon vehető). A szabadon fogható csatornák többsége a keleti 19,2° és 28,2°-on található Astra és a keleti 13°-on található Hot Bird műholdakon találhatóak.
Általában a kódolt televíziók nézettsége jóval alacsonyabb, mint az FTA-ké.
Európában rendszerint minden műholdon lévő rádió FTA.

## Fordítás
- Ez a szócikk részben vagy egészben  a   Free-to-air című angol Wikipédia-szócikk fordításán alapul.  Az eredeti cikk szerkesztőit annak laptörténete sorolja fel. Ez a jelzés csupán a megfogalmazás eredetét és a szerzői jogokat jelzi, nem szolgál a cikkben szereplő információk forrásmegjelöléseként.